# ذؤنون الأرض
ذُؤنُونُ الأرْضِ أو ذؤنون (الاسم العلمي: Lathraea squamaria) هو نوع نبات من جنس الدنوس.